# Słobodki (obwód niżnonowogrodzki)
Słobodki (ros. Слободки) – wieś (dieriewnia) w Rosji, w obwodzie niżnonowogrodzkim, w rejonie sokolskim. W 2010 liczyła 215 mieszkańców.